# Zone de protection marine du Banc-des-Américains
La zone de protection marine du Banc-des-Américains est une zone de protection marine du Canada située au large de la Gaspésie. Cette aire protégée de 1 000 km2 protège le banc des Américains ainsi que les zones environnante. En vertu d'une entente avec le gouvernement du Québec, cette aire protégée obtiendra aussi le statut de réserve aquatique.

## Faune
Le banc des-Américains est fréquenté par de nombreuses espèces de poissons comme le loup atlantique, le loup tacheté et le loup à tête large. Il est aussi visité par le rorqual bleu et la baleine noire de l’Atlantique Nord.